# Kokra
Kokra este o arie protejată (arie specială de conservare — SAC, sit de importanță comunitară — SCI) din Austria întinsă pe o suprafață de 293,88 ha, integral pe uscat.

## Localizare
Centrul sitului Kokra este situat la coordonatele 46°32′11″N 13°44′11″E / 46.5363°N 13.7363°E.

## Înființare
Situl Kokra a fost declarat sit de importanță comunitară în decembrie 2018 pentru a proteja 1 specie de plante. Situl a fost protejat și ca arie specială de conservare în decembrie 2018.

## Biodiversitate
Situată în ecoregiunea alpină, aria protejată conține 2 habitate naturale: Păduri de fag Luzulo-Fagetum, Păduri ilirice de Fagus sylvatica (Aremonio-Fagion).
La baza desemnării sitului se află o specie protejată de  plante: Buxbaumia viridis.